# Байтерек (Жетысайский район)
Байтерек (каз. Бәйтерек, до 2017 г. — Жданово) — село в Жетысайском районе Туркестанской области Казахстана. Входит в состав аульного округа Жолдасбая Ералиева. Код КАТО — 514439580.

## Население
В 1999 году население села составляло 1099 человек (542 мужчины и 557 женщин). По данным переписи 2009 года, в селе проживало 1226 человек (614 мужчин и 612 женщин).